# Kipushi (gruva)
Kipushi är en gruva i staden med samma namn i Kongo-Kinshasa. Den ligger i provinsen Haut-Katanga, i den södra delen av landet, 1 600 km sydost om huvudstaden Kinshasa. Afrikaner utvann mineral på platsen under 1800-talet, men efter att den blev känd av västerlänningar 1899 öppnade Union minière du Haut-Katanga en gruva 1924–1925. Till 1993 utvanns 6,6 miljoner ton zink, 4,1 miljoner ton koppar, 12 673 ton bly och 278 ton germanium. Därefter har brytningen varit mera sporadisk.